# Équipe cycliste Drapac-Cannondale Holistic Development

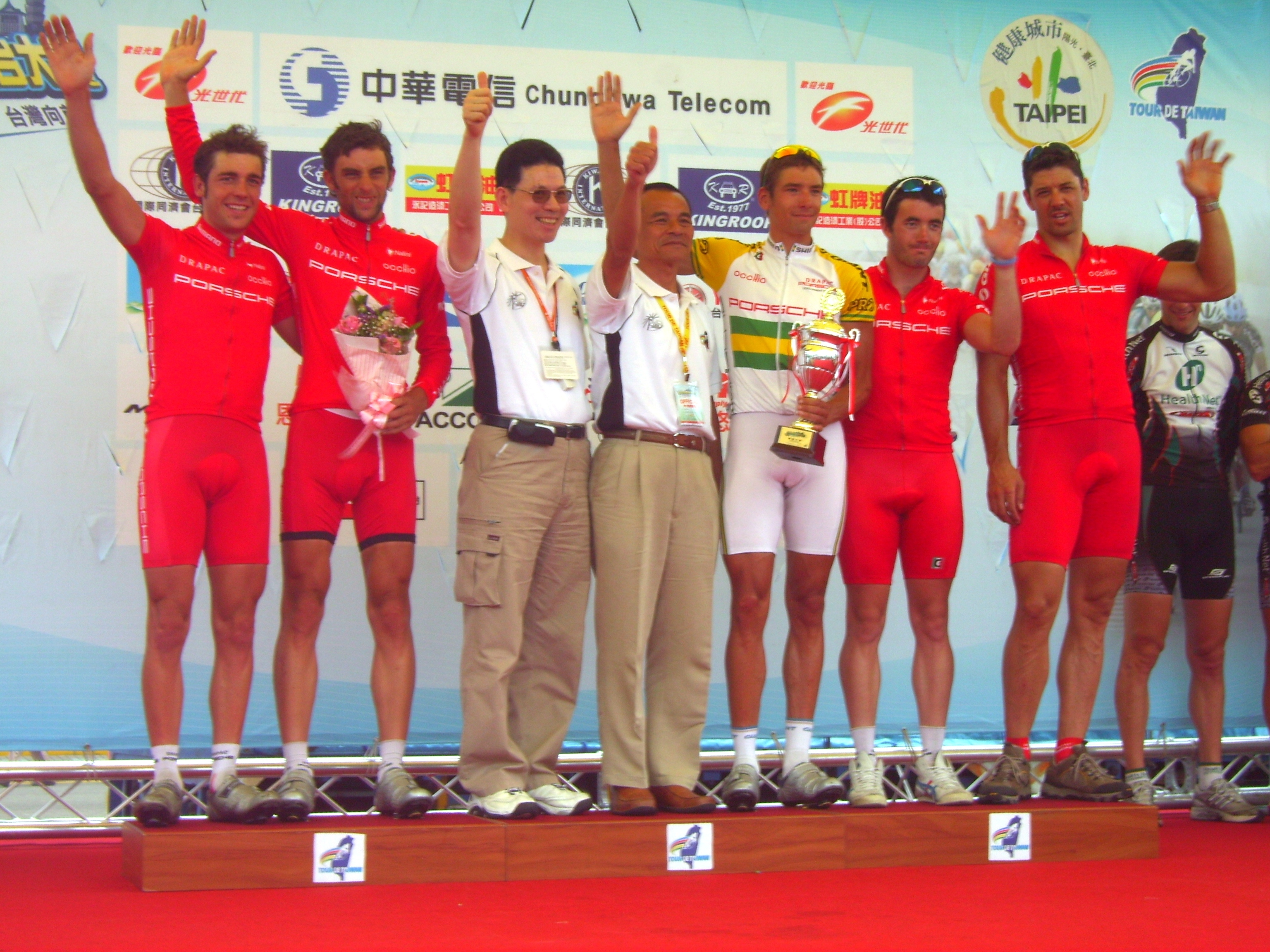
L'équipe Drapac Porsche sur le Tour de Taïwan 2007

L'équipe cycliste Drapac-Cannondale Holistic Development, officiellement nommée Drapac-Cannondale Holistic Development Team, est une formation australienne de cyclisme sur route active entre 2004 et 2019. Elle appartient aux équipes continentales de 2017 à 2019.

## Histoire de l'équipe
L'équipe est fondée en 2004 par Michael Drapac qui cherche à soutenir le développement du cyclisme en Australie. En 2006, elle acquiert le statut d'équipe continentale UCI, afin de pouvoir participer à plus de courses. Plusieurs coureurs et membres du staff de l'équipe MG XPower-Bigpond rejoignent l'équipe. En 2007, elle devient une équipe continentale professionnelle, sans pour autant embaucher de grands coureurs. En 2008, elle fait son retour parmi les équipes continentales, où elle figure jusqu'en 2013. En 2014, elle redevient une équipe continentale professionnelle jusqu'en 2017, où elle court à nouveau avec une licence d'équipe continentale.
L'équipe annonce que 2019 est sa dernière saison avant son arrêt définitif.

## Principales victoires

### Classiques
- Melbourne to Warrnambool Classic : Robert McLachlan (2006), Rhys Pollock (2010)
- Grand Prix de Poggiana : Adam Phelan (2012)

### Courses par étapes
- Tour de Tasmanie : Shaun Higgerson (2005)
- Tour de l’Île Chong Ming : Robert McLachlan (2006)
- Tour de Wellington : Peter McDonald (2009)
- Tour d'Okinawa : Thomas Palmer (2012)
- Tour de Taiwan : Rhys Pollock (2012), Bernard Sulzberger (2013)

### Championnats continentaux
- Championnat d'Océanie sur route : 2
  - Course en ligne espoirs : 2018 (James Whelan)
  - Contre-la-montre espoirs : 2019 (Liam Magennis)

### Championnats nationaux
- Championnats d'Australie sur route : 3
  - Course en ligne espoirs : 2018 (Cyrus Monk)
  - Contre-la-montre espoirs : 2014 (Jordan Kerby) et 2019 (Liam Magennis)

## Classements UCI
Depuis son inscription à l'UCI en 2006, l'équipe participe aux épreuves des circuits continentaux et en particulier de l'UCI Oceania Tour. Elle a remporté le classement par équipes et le classement individuel de l'UCI Oceania Tour 2007 et 2009.

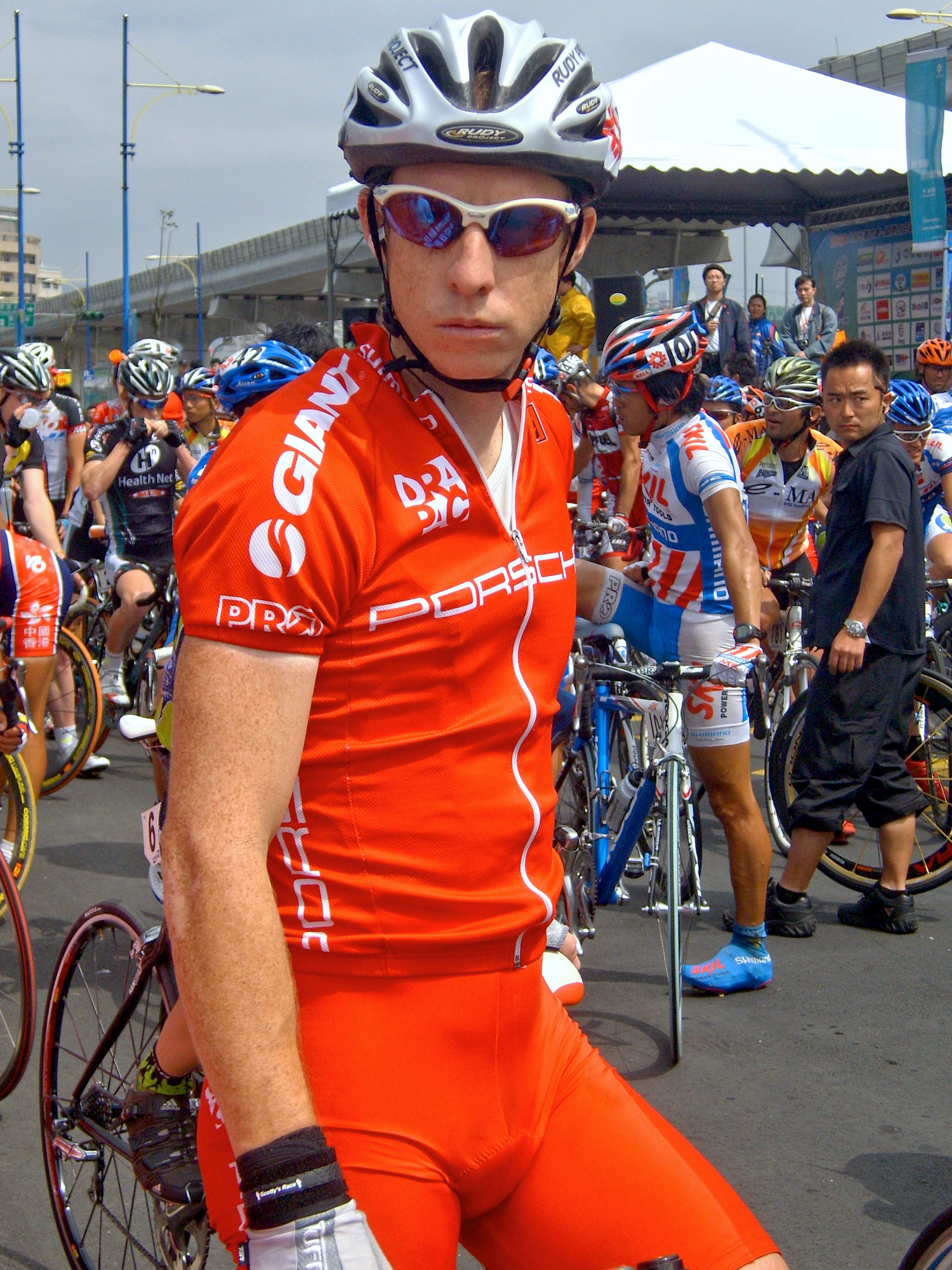
Peter McDonald, lors du Tour de Taïwan 2008, remporte l'UCI Oceania Tour en 2009.

UCI America Tour
| Saison | Classement par équipes | Meilleur coureur au classement individuel |
| ------ | ---------------------- | ----------------------------------------- |
| 2014   | 36e                    | Lachlan Norris (333e)                     |
| 2015   | 14e                    | Lachlan Norris (32e)                      |
| 2016   | 38e                    | Peter Koning (32e)                        |
| 2017   | 50e                    | Liam White (410e)                         |
| 2018   | non classée            | non classé                                |

UCI Asia Tour
| Saison | Classement par équipes | Meilleur coureur au classement individuel |
| ------ | ---------------------- | ----------------------------------------- |
| 2006   | 7e                     | Robert McLachlan (4e)                     |
| 2007   | 10e                    | Darren Lapthorne (50e)                    |
| 2008   | 21e                    | Mitchell Docker (45e)                     |
| 2009   | 17e                    | Peter McDonald (53e)                      |
| 2010   | 19e                    | Peter McDonald (65e)                      |
| 2011   | 18e                    | Mohammed Adiq Husainie Othman (46e)       |
| 2012   | 12e                    | Rhys Pollock (11e)                        |
| 2013   | 8e                     | Bernard Sulzberger (13e)                  |
| 2014   | 9e                     | Wouter Wippert (13e)                      |
| 2015   | 12e                    | Wouter Wippert (18e)                      |
| 2016   | 9e                     | Jason Lowndes (112e)                      |
| 2017   | 35e                    | Jesse Featonby (117e)                     |
| 2018   | 73e                    | Liam Magennis (209e)                      |

UCI Europe Tour
| Saison | Classement par équipes | Meilleur coureur au classement individuel |
| ------ | ---------------------- | ----------------------------------------- |
| 2007   | 132e                   | Robert McLachlan (1187e)                  |
| 2008   | 89e                    | Mitchell Docker (418e)                    |
| 2009   | 101e                   | Gene Bates (479e)                         |
| 2010   | 104e                   | Angus Morton (816e)                       |
| 2011   | 90e                    | Floris Goesinnen (319e)                   |
| 2012   | 91e                    | Adam Phelan (237e)                        |
| 2013   | 102e                   | Adam Phelan (292e)                        |
| 2014   | 99e                    | Darren Lapthorne (373e)                   |
| 2015   | 131e                   | Brenton Jones (1056e)                     |
| 2016   | 83e                    | Brendan Canty (112e)                      |
| 2017   | 123e                   | James Pane (1709e)                        |
| 2018   | 114e                   | James Whelan (599e)                       |

UCI Oceania Tour
| Saison | Classement par équipes | Meilleur coureur au classement individuel |
| ------ | ---------------------- | ----------------------------------------- |
| 2006   | 3e                     | Phillip Thuaux (4e)                       |
| 2007   | 1re                    | Robert McLachlan (1er)                    |
| 2008   | 9e                     | Stuart Shaw (40e)                         |
| 2009   | 1re                    | Peter McDonald (1er)                      |
| 2010   | 6e                     | Lachlan Norris (15e)                      |
| 2011   | 5e                     | Lachlan Norris (11e)                      |
| 2012   | 3e                     | Rhys Pollock (4e)                         |
| 2013   | 3e                     | Adam Phelan (6e)                          |
| 2014   | 2e                     | Bernard Sulzberger (4e)                   |
| 2015   | 2e                     | Jordan Kerby (4e)                         |
| 2016   | 2e                     | Brendan Canty (4e)                        |
| 2017   | 3e                     | Jesse Featonby (18e)                      |
| 2018   | 2e                     | James Whelan (4e)                         |

## Drapac-Cannondale Holistic Development en 2019

### Effectif
| Cycliste         | Date de naissance | Nationalité | Équipe 2018          |  |
| ---------------- | ----------------- | ----------- | -------------------- |  |
| Thomas Bolton    | 20 novembre 1998  | Australie   | Oliver's Real Food   |  |
| Patrick Burt     | 26 mai 1996       | Australie   | Drapac-EF            |  |
| Zachary Johnson  | 4 avril 2000      | Australie   | néo-professionnel    |  |
| Tom Kaesler      | 1er mars 1995     | Australie   | Drapac-EF            |  |
| Liam Magennis    | 14 mars 1997      | Australie   | Drapac-EF            |  |
| Oliver Martin    | 23 juin 1995      | Australie   | Brisbane Continental |  |
| Jensen Plowright | 15 mai 2000       | Australie   | néo-professionnel    |  |
| Ryan Thomas      | 2 février 1995    | Australie   | Brisbane Continental |  |
| Liam White       | 9 novembre 1994   | Australie   | Drapac-EF            |  |
| Theodore Yates   | 28 février 1995   | Australie   | Drapac-EF            |  |

### Victoires
| Date       | Course                                              | Pays             | Classe                 | Vainqueur        |
| ---------- | --------------------------------------------------- | ---------------- | ---------------------- | ---------------- |
| 08/01/2019 | Championnat d'Australie du contre-la-montre espoirs | Australie        | Championnats nationaux | Liam Magennis    |
| 25/01/2019 | 3e étape de la classique néo-zélandaise             | Nouvelle-Zélande | 2.2                    | Jensen Plowright |

## Saisons précédentes
- Drapac en 2014
- Drapac en 2015
- Drapac en 2016